# Ketkovice
Ketkovice (en allemand : Ketkowitz) est une commune du district de Brno-Campagne, dans la région de Moravie-du-Sud, en République tchèque. Sa population s'élevait à 605 habitants en 2020.

## Géographie
Ketkovice se trouve à 10 km à l'ouest-sud-ouest de Rosice, à 26 km à l'ouest-sud-ouest de Brno et à 167 km au sud-est de Prague.
La commune est limitée par Sudice au nord, par Lukovany à l'est, par Čučice et Senorady au sud, et par Kuroslepy à l'ouest.

## Histoire
La première mention écrite de la localité date de 1101.

## Transports
Par la route, Ketkovice se trouve à 15,5 km de Rosice, à 36,5 km de Brno et à 190 km de Prague.